# Аскалаф
Аскалаф в древногръцката митология е:
1. Син на Ахеронт и нимфата Орфна. Той казал на другите богове, че Персефона е изяла нара в Хадес. За това, че свидетелствал срещу Персефона Деметра го превърнала в бухал. [1]. Според Аполодор е син на Ахеронт и Горгира, но за същото Деметра го затиснала в Хадес с тежък камък [2].
2. Син на Астиоха и Арес. Цар на Орхомен. Взема участие в похода на аргонавтите. [3]. Умира в Троянската война, уцелен от копие в рамото. [4]